# کلیسای کاتولیک سریانی
کلیسای سریانی - آشوری کاتولیک (سریانی: ܥܕܬܐ ܣܘܪܝܝܬܐ ܩܬܘܠܝܩܝܬܐ|ʿĪṯo Suryoyṯo Qaṯolīqayṯo) کلیسای کاتولیک شرقی مستقل شام (سرزمین) و در ارتباط کامل با کلیسای کاتولیک در رم در شعبه و شاخه شرقی آن، این کلیسا خاص مردم سریانی کاتولیک می‌باشد با حفظ سنن و آداب خودشان.
همچنین بعضی از اعضای این کلیسا به زبان سریانی صحبت می‌کنند و در قسمت شرقی سوریه و شمال عراق ساکن می‌باشند. اکثریت پیروان این کلیسا در حال حاضر به زبان عربی به عنوان زبان مادری صحبت می‌کنند. مرکز اصلی این کلیسا در انطاکیه ترکیه می‌باشد ولی هر کدام از پطریرک‌های این کلیسا حتی یک روز هم در انطاکیه نبوده‌اند و از بدو تأسیس این کلیسا پطریرک‌های این کلیسا در شهرهای مختلف در سوریه و لبنان مستقر بوده‌اند. در حال حاضر مقر پطریرک سریانی کاتولیک در پایتخت لبنان در بیروت مستقر می‌باشد، پطریرک کلیسای سریانی کاتولیک به‌طور ابدی و ثابت اسم اولشان اغناطیوس می‌باشد و بعد از آن اسم شخصی‌شان نوشته و خوانده می‌شود.

## گزیده‌هایی از تاریخچه
قرن سیزدهم شروع تلاش‌های کلیسای کاتولیکی برای بازگرداندن وحدت بین این کلیسا و کلیسای سریانی ارتدوکس می‌باشد، در سال ۱۶۲۶ با پشتیبانی سفیر فرانسه در حلب نمایندگان الکبوشیین و الیسوعیین شروع به جذب کردن جماعت سریانی ارتدوکس برای گرویدن به آیین کاتولیک نمودند، با این کارها تعداد زیادی از پیروان سریانی ارتدوکس به آیین کاتولیک گرویدند، در سال ۱۶۶۲ زمانی که پطریرک سریانی ارتدوکس اغناطیوس یوسف دوم قمشیح که در فاصله سال‌های ۱۶۵۹ تا ۱۶۶۲ زمام امور کلیسای سریانی ارتدوکس را در دست داشت فوت کرد، پیروان آیین کاتولیک سریانی اقدام به برگزیدن یک پطریرک خاص برای خودشان نمودند و اندراوس اخیجان ماردینی ارمنی‌الاصل را به عنوان پطریرک برای خودشان انتخاب کردند و از این نقطه سلسله پطریرک‌های کلیسای سریانی کاتولیک شروع گردید.
در خلال قرن هجدهم پیروان آئین سریانی کاتولیک از فشارهای شدیدی که عثمانی‌ها برآنها وارد می‌آوردند در رنج و عذاب بودند، عثمانی‌ها تنها کلیسای سریان ارتدوکس را مسیحی‌های واقعی می‌دانستند، این فشارها و آزارها باعث گردید که منصب پطریرک بعد از اینکه عثمانی‌ها پطریرک ماراغناطیوس میخائیل جروه را مجبور به فرار و پناهنده شدن به لبنان نمودند خالی بماند، تا اینکه در سال ۱۸۲۹ حاکمان عثمانی قبول کردند که کلیسای سریانی کاتولیک یک کلیسای مسیحی مانند دیگر کلیساها می‌باشد. بعد از سه سال از این اعتراف در سال ۱۸۳۱ کرسی پطریرکی این کلیسا در شهر حلب در سوریه متمرکز شد، ولی پطریرک این کلیسا در حلب با تعرض و مخالفت ساکنان مسیحی این منطقه مواجه شد و مجبور گردید در سال ۱۸۵۰ مقر پطریرکی این کلیسا را به شهر ماردین در ترکیه امروزی منتقل نماید.
در خلال جنگ جهانی اول پیروان آیین سریانی کاتولیک مورد تعرض پیروان سریانی ارتدوکس و همین‌طور مورد کشتار از طرف نیروهای ترک و شبه نظامیان کرد در منطقه طور عبدین و در جنوب ترکیه به‌طور عام قرار گرفتند. بطوری‌که براساس منابع سریانی کاتولیک نزدیک به ۷۵۰۰۰ سریانی کاتولیک در این تهاجمات و تعرضات جان خود را از دست دادند. در سال ۱۹۲۰ میلادی مقر پطریرکی کلیسای سریانی کاتولیک از ترکیه منتقل گردید ولی این‌بار به لبنان و به شهر بیروت، به همراه تعداد زیادی از پیروان این آئین که از ترس کشتار در ترکیه به این کشور و این شهر فرار کرده بودند منتقل شد.

## وضعیت کنونی
کلیسای سریانی کاتولیک یکی از کلیساهای شرقی است که از پاپ در رم پیروی می‌کند، کلیساهای دیگر که در مشرق پیروی کلیسای کاتولیک در رم هستند عبارتند از: کلیسای مارونی کاتولیک، کلیسای کلدانی کاتولیک، کلیسای روم کاتولیک، کلیسای قبطی‌های کاتولیک و کلیسای لاتین در قدس. پطریرک کلیسای سریانی کاتولیک در حال حاضر مار اغناطیوس یوسف الثالث یونان می‌باشد که در سال ۲۰۰۹ برای این منصب برگزیده و انتخاب گردید، پیروان این کلیسا در کشورهای خاورمیانه و به عنوان مهاجر در کشورهای دیگر پراکنده می‌باشند و تعداد آن‌ها بالغ بر ۱۲۴۰۰۰ نفر می‌باشد، ثقل و مرکز این کلیسا در خاورمیانه در کشورهای لبنان و عراق و سوریه می‌باشد، این کلیسا عضو شورای بین‌المللی کلیساها و شورای کلیساهای خاورمیانه می‌باشد، این کلیسا نقش مثبت و زیادی در تقویت روابط برادرانه بین مسیحی‌ها و مسلمانان بازی می‌کند.

## لیست پطریرک‌های کلیسای سریانی کاتولیک
این لیست که متحد کلیسای کاتولیک رم بوده و کماکان هستند:
- إغناطیوس اخیجان(۱۶۶۲–۱۶۷۷)
- إغناطیوس بطرس السادس (۱۷۰۲–۱۶۷۷)
- بقی المنصب شاغرا ما بین (۱۷۰۲–۱۷۸۲)
- إغناطیوس دیونیسیوس میخائیل جروه (۱۸۰۰–۱۷۸۲)
- شاغر حتی عام (۱۸۰۲)
- إغناطیوس میخائیل الثانی ظاهر (۱۸۱۰–۱۸۰۲)
- إغناطیوس شمعون الثانی زورا (۱۸۱۸–۱۸۱۱)
- شاغر حتی عام (۱۸۲۰)
- إغناطیوس بطرس السابع جروه (۱۸۵۱–۱۸۲۰)
- شاغر حتی عام (۱۸۵۳)
- إغناطیوس انطونیوس الأول (۱۸۶۴–۱۸۵۳)
- شاغر حتی عام (۱۸۶۶)
- إغناطیوس فیلیبس الأول ارکوس (۱۸۷۴–۱۸۶۶)
- إغناطیوس جرجس شلحات (۱۸۹۱–۱۸۷۴)
- شاغر حتی عام (۱۸۹۳)
- إغناطیوس بهنام الثانی بـِنّی (۱۸۹۷–۱۸۹۳)
- إغناطیوس دیونیسیوس افریم الثانی رحمانی (۱۹۲۹–۱۸۹۸)
- إغناطیوس جبرائیل الأول تبونی - (۱۹۶۸–۱۹۲۹) بطریرک و کاردینال
- إغناطیوس انطونیوس الثانی حایک (۱۹۹۸–۱۹۶۸)
- إغناطیوس موسی الأول داود (۲۰۰۱–۱۹۹۸)
- إغناطیوس بطرس الثامن عبد الأحد (۲۰۰۸–۲۰۰۱)
- إغناطیوس یوسف الثالث یونان (۲۰۰۹ تا کنون)